# Cmentarz żydowski w Kłecku
Cmentarz żydowski w Kłecku mieścił się w sąsiedztwie nekropolii katolickiej i ewangelickiej, w części miasta zwanej Kierkowo (nazwa od niem. Kirchhof i pol. kirkut, oznaczających cmentarz), przy ulicy Ustronie.
W czasie II wojny światowej hitlerowcy zniszczyli cmentarz. Macewy zostały przez nich wykorzystane do wybrukowania ulic w mieście. Do dziś nie zachowały się żadne nagrobki. Szczegółowe informacje o kulturze żydowskiej w Kłecku znajdują się na tablicy informacyjnej Szlaku Kłeckich Świątyń w miejscu dawnej synagogi i domu pogrzebowego zarządzanego przez kahał.